# Гапонов, Илья Сергеевич
Илья Сергеевич Гапо́нов (род. 25 октября 1997, Орёл) — российский футболист, защитник воронежского «Факела».

## Клубная карьера
Начал заниматься футболом в секции ДЮСШ № 3 города Орла. Провёл год в школе московских «Крыльев Советов» и пробовался в московском «Локомотиве», но затем вернулся обратно в Орёл. В 14 лет перебрался в егорьевский «Мастер-Сатурн», а в 16 лет оказался в московском «Строгино».
Начинал играть на позиции опорного полузащитника, но в «Строгино» переквалифицировался в центрального защитника. С 17 лет стал играть за основной состав «строгинцев» в первенстве ПФЛ, дебютировав 20 июля 2015 года в матче против «Долгопрудного» (1:1). Ездил на просмотры в «Тамбов» и «Зенит-2», но переходы не состоялись.
По окончании контракта со «Строгино», летом 2018 года находился на просмотре в московском «Спартаке-2» и в итоге заключил контракт с «красно-белыми». 23 июля дебютировал за «Спартак-2» в первенстве ФНЛ в матче против курского «Авангарда» (0:0), а 12 августа забил первый гол, отличившись во встрече против «Химок» (3:1).
После успешного старта в чемпионате был удостоен похвалы от владельца «красно-белых» Леонида Федуна и начал попадать в заявку основной команды. В сентябре 2018 года вошёл в заявку «Спартака» на групповой этап Лиги Европы. Зимние сборы 2019 года проходил вместе с первой командой «Спартака» и принимал участие в товарищеских играх. 25 апреля 2019 года Илья дебютировал за основной состав «Спартака» в матче чемпионата России против тульского «Арсенала» (0:3), выйдя в стартовом составе. 12 марта 2020 года заключил новый долгосрочный контракт со «Спартаком» — до лета 2024 года.
22 февраля 2022 года на правах аренды перешёл в самарские «Крылья Советов», соглашение рассчитано до конца сезона 2021/22. Дебютировал за клуб 10 апреля 2022 года в матче 24-го тура чемпионата России против «Урала» (1:0), проведя на поле весь матч. После окончания аренды, 30 мая 2022 года «Крылья Советов» активировали опцию выкупа футболиста у московского «Спартака» и заключили с ним трёхлетний контракт. 9 апреля 2023 года забил первый гол в РПЛ в ворота «Сочи» (2:1). 9 июня 2025 года покинул «Крылья Советов».
25 июня 2025 года стал игроком воронежского «Факела».

## Карьера в сборной
В августе 2017 года в составе студенческой сборной России принимал участие в летней Универсиаде в Тайбэе, заняв вместе с командой 6-е место.
В сентябре 2018 года был впервые вызван в молодёжную сборную России. Дебютировал 7 сентября в товарищеской встрече против сборной Египта (до 21 года) (1:1).

## Статистика
| Выступление      | Выступление      | Выступление      | Лига | Лига | Кубки | Кубки | Итого | Итого |
| Клуб             | Лига             | Сезон            | Игры | Голы | Игры  | Голы  | Игры  | Голы  |
| ---------------- | ---------------- | ---------------- | ---- | ---- | ----- | ----- | ----- | ----- |
| Строгино         | ПФЛ              | 2015/16          | 14   | 0    | 0     | 0     | 14    | 0     |
| Строгино         | ПФЛ              | 2016/17          | 20   | 0    | 1     | 0     | 21    | 0     |
| Строгино         | ПФЛ              | 2017/18          | 23   | 0    | 1     | 0     | 24    | 0     |
| Строгино         | Итого            | Итого            | 57   | 0    | 2     | 0     | 59    | 0     |
| Спартак (Москва) | Премьер-лига     | 2018/19          | 5    | 0    | 0     | 0     | 5     | 0     |
| Спартак (Москва) | Премьер-лига     | 2019/20          | 4    | 0    | 1     | 0     | 5     | 0     |
| Спартак (Москва) | Премьер-лига     | 2020/21          | 11   | 0    | 2     | 0     | 13    | 0     |
| Спартак (Москва) | Премьер-лига     | 2021/22          | 0    | 0    | —     | —     | 0     | 0     |
| Спартак (Москва) | Итого            | Итого            | 20   | 0    | 3     | 0     | 23    | 0     |
| → Спартак-2      | ФНЛ              | 2018/19          | 27   | 1    | —     | —     | 27    | 1     |
| → Спартак-2      | ФНЛ              | 2019/20          | 14   | 0    | —     | —     | 14    | 0     |
| → Спартак-2      | ФНЛ              | 2020/21          | 12   | 0    | —     | —     | 12    | 0     |
| → Спартак-2      | ФНЛ              | 2021/22          | 6    | 0    | —     | —     | 6     | 0     |
| → Спартак-2      | Итого            | Итого            | 59   | 1    | —     | —     | 59    | 1     |
| Крылья Советов   | Премьер-лига     | → 2021/22        | 6    | 0    | —     | —     | 6     | 0     |
| Крылья Советов   | Премьер-лига     | 2022/23          | 16   | 1    | 6     | 1     | 22    | 2     |
| Крылья Советов   | Премьер-лига     | 2023/24          | 13   | 0    | 1     | 0     | 14    | 0     |
| Крылья Советов   | Премьер-лига     | 2024/25          | 9    | 0    | 6     | 1     | 15    | 1     |
| Крылья Советов   | Итого            | Итого            | 44   | 1    | 13    | 2     | 57    | 3     |
| Всего за карьеру | Всего за карьеру | Всего за карьеру | 180  | 2    | 18    | 2     | 198   | 4     |